# Hattie McDaniel

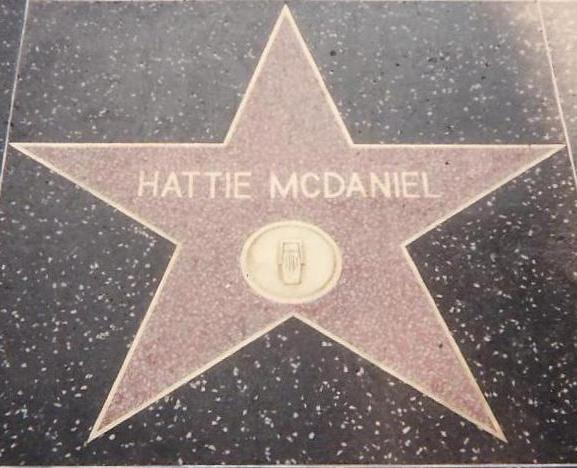
McDaniels stjärna på Hollywood Walk of Fame.

Hattie McDaniel, född 10 juni 1893 i Wichita, Kansas, död 26 oktober 1952 i Woodland Hills, Kalifornien, var en amerikansk filmskådespelare.

## Biografi
Hattie McDaniel började sin karriär som sångare och efter filmdebuten tidigt på 1930-talet spelade hon i filmer som Alice Adams, Teaterbåten och Ingenting är heligt. McDaniel var den första svarta skådespelaren någonsin som fick en Oscar, hon tilldelades priset för bästa kvinnliga biroll för rollen som hushållerskan Mammy i Borta med vinden från 1939. Hon hade också en roll i Disney-filmen Sången om Södern från 1946.

## Filmografi i urval
- Jag är ingen ängel (1933)
- Vid 19 år (1935)
- Teaterbåten (1936)
- Saratoga (1937)
- Stella Dallas (1937)
- Ingenting är heligt (1937)
- Battle of Broadway (1938)
- Hans hemliga fru (1938)
- En fallen ängel (1938)
- Borta med vinden (1939)
- Doktorn i dilemma (1939)[2]
- Den stora lögnen (1941)
- Affectionately Yours (1941)
- De dog med stövlarna på (1941)
- Sången om Södern (1946)